# Футбол на маса
Футбол на маса или разговорно джага е широко разпространена игра за отмора. От 2006 г., в лицето на Българската федерация по футбол на маса , в страната официално има структури и условия за популяризирането на този спорт.

## Наименования
В България се използват имената джага, джаги и футбол на маса. На английски официалното име е „table soccer“, но се използва и „table football“. Най-често употребяваната дума в английскоговорещата международна общност си остава „foosball“ или „foos“. При французите името е „baby-foot“; германците използват думата „Kicker“, но също и „fußball“. В Русия играта е позната като „кикер“ или „настольный футбол“, a при италианците най-често се използва „Calcio Balilla“.

## История в България
Играта е патентована още в началото на миналия век, но в България първите маси се появяват чак през 60-те години на 20 век.
Следва бум на джагата през 80-те години, който е последван от рязък спад на популярността ѝ, в резултат на появата на електронните и компютърните игри.

## Българска федерация по футбол на маса
През 2004 г. се организират поредица от събития, които водят до сформирането на три спортни клуба и обединяваща ги асоциация, носеща името: „Българска федерация по футбол на маса“ (БФФМ). В края на 2005 г. БФФМ е приета за член на Международната федерация по футбол на маса (ITSF). През април 2006 г. е завършена и процедурата по регистрацията в България.
През 2006 г. България участва за първи път на световно първенство, а през 2007 г. в страната ни е организиран международен турнир от календара на ITSF.
Към 2015 година членове на „Българската федерация по футбол на маса“ са 5 отбора.

Storm Riders е най-старият отбор, основан през 2005 година в град София. Президент: Иван Димитров. Членове: 35. Маса: Roberto sport

Ja-Ra основан през 2007 в град Варна. Президент: Иван Евтимов. Членове: 9. Маса: Fireball.

Black Knights основан в град София. Президент: Иван Петров. Членове: 19. Маса: Roberto sport.

Jagoars основан в град София. Президент: Екатерина Атанасова. Членове: 58. Маса: Roberto sport.

Ninja Seagulls основан през 2015 в град Созопол. Президент: Красимир Димитров. Членове: 7. Mаса: Roberto sport.

## Международна федерация по футбол на маса
Международната федерация по футбол на маса (ITSF) е основана на 16.08.2002 в Оберварт, Австрия, а на 26.8.2002 е регистрирана като дружество с идеална цел според френското законодателство. 
Към 2012 г. членове на Федерацията са: 
- Америка: Аржентина, Боливия, Бразилия, Канада, Коста Рика, Мексико, САЩ.
- Европа: Австрия, Белгия, България, Великобритания, Германия, Грузия, Дания, Ирландия, Испания, Италия, Латвия, Литва, Люксембург, Малта, Норвегия, Полша, Португалия, Румъния, Русия, Словакия, Словения, Турция, Унгария, Финландия, Франция, Хърватска, Холандия, Черна Гора, Чехия, Швейцария.
- Африка: Алжир, Гана, Египет, Зимбабве, Камерун, Демократична република Конго, Кот д`Ивоар, Мароко, Нигерия, Република Южна Африка, Централна африканска република.
- Азия и Океания: Австралия, Бахрейн, Китай, Хонг Конг, Индия, Иран, Израел, Япония, Кувейт, Малайзия, Пакистан, Южна Корея, ОАЕ.